# Paralimnophila irrorata
Paralimnophila irrorata är en tvåvingeart som först beskrevs av Philippi 1866.  Paralimnophila irrorata ingår i släktet Paralimnophila och familjen småharkrankar. Inga underarter finns listade i Catalogue of Life.